# 桥头乡 (易县)
桥头乡，是中华人民共和国河北省保定市易县下辖的一个乡镇级行政单位。

## 行政区划
桥头乡下辖以下地区：
麻屋庄村、南山南村、中山南村、北山南村、北桥头村、石赛村、摇头村、陈旺村、东茹堡村、坟庄村、匡山村、北留召村、东留召村、西留召村、南留召村、东张家庄村、东龙王庙村、北山北村、南山北村和东山北村。